# Dentelli (architettura)

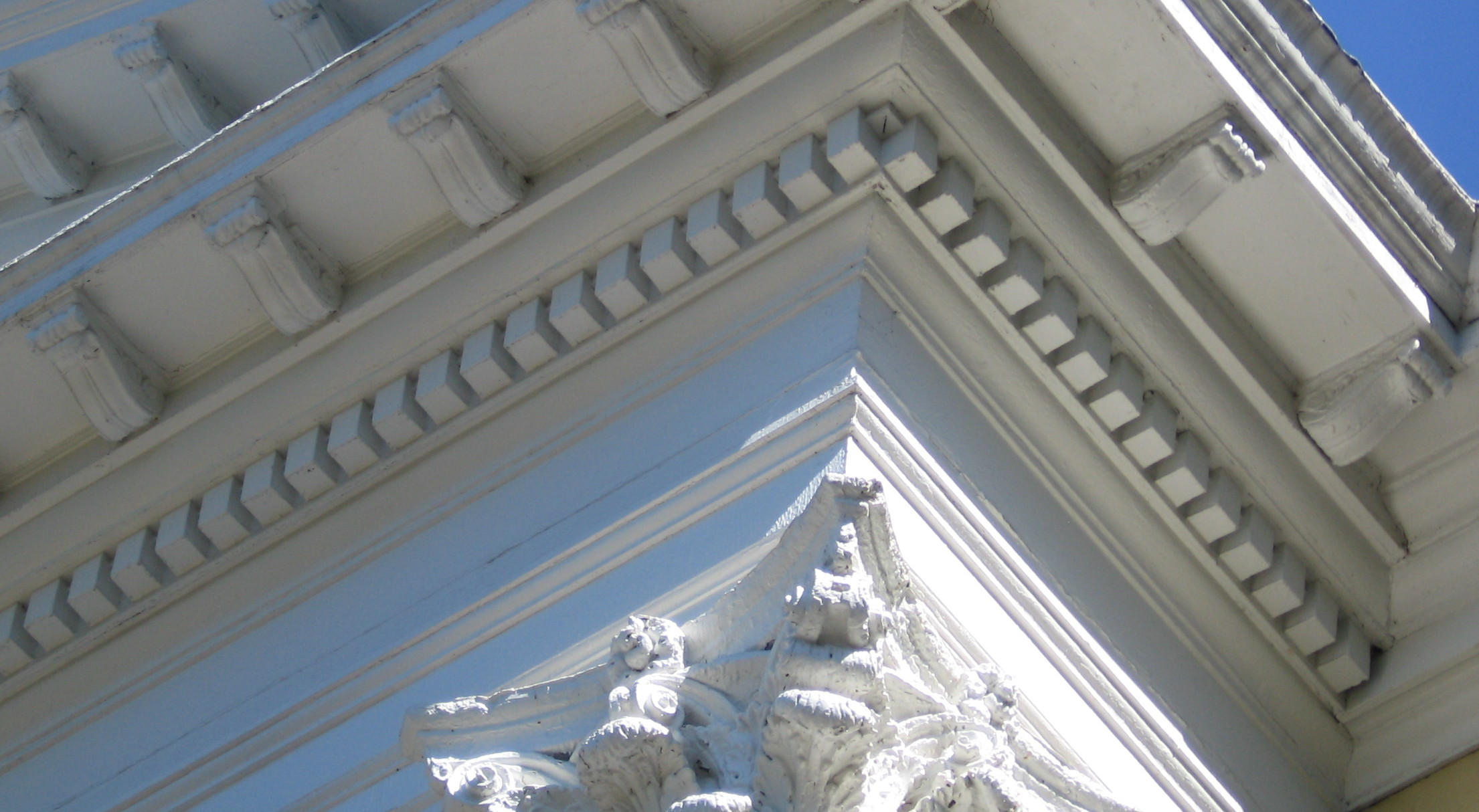
Dentelli in primo piano su un capitello corinzio, Town Hall, Westport (Connecticut), U.S.

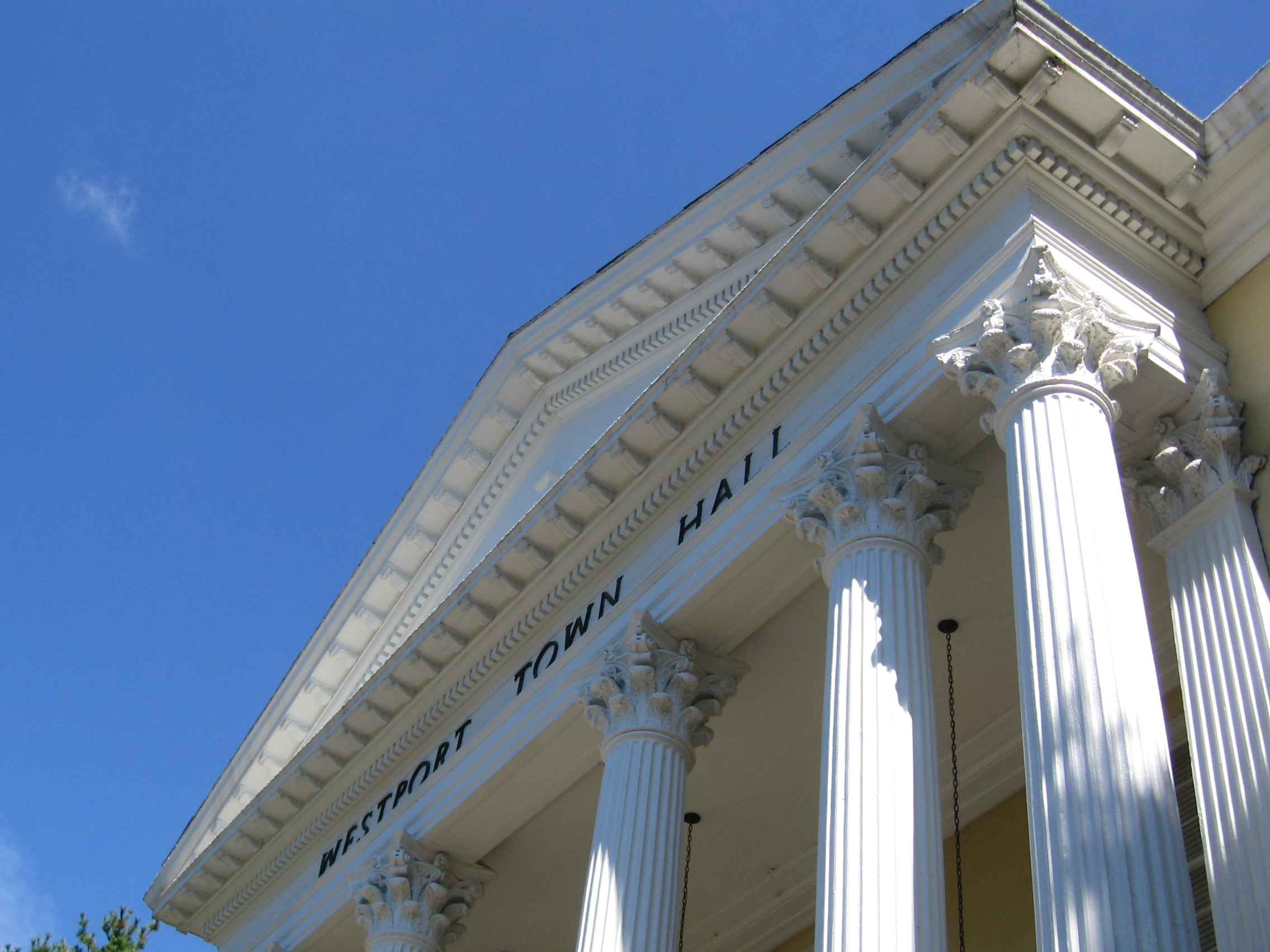
Veduta in lungo del medesimo

I dentelli sono piccoli blocchi usati come ornamento ripetuto nella modanatura sotto una cornice. Dentelli si trovano nelle architetture classiche greche e romane e anche in stili successive, come l'Architettura Beaux-Arts, il Neoclassicismo, l'Architettura Federale, lo stile revival coloniale britannico, l'Architettura neogreca e nell'Architettura del Secondo impero.

## Storia

### Origini
L'architetto romano Vitruvio (iv. 2) sostiene che i dentelli rappresentano la fine di un travicello; e sono applicati nelle loro forme più pronunciate nei templi ionici dell'Asia Minore, nelle tombe della Licia e nei portici e tombe della Persia, ove rappresentano distintamente la riproduzione in pietra del legno da costruzione. I primi esempi sono stati rinvenuti scavati nella roccia della tomba di Dario I (500 a.C. circa), che riproduce il portico del suo palazzo. Il loro primo utilizzo in Atene fu nella cornice del portico delle cariatidi o tribune dell'Eretteo (480 a.C.). Nella successiva utilizzazione nella modanatura della cornice del monumento coregico di Lisicrate sono di dimensioni molto più piccole.
Nel successivo tempio di Ionia, come in quello di Priene, i dentelli sono ancora conservati maggiormente

### Uso successivo
I dentelli furono la caratteristica principale nelle modanature dell'architettura romana e del Rinascimento italiano. Come regola generale, essi sono di uguale larghezza, appaiono quadrati, e sono distanziati a intervalli di larghezza pari alla metà dei dentelli. Nel portico del monastero di Studion, a Costantinopoli, i dentelli e gli intervalli fra loro sono di eguale misura e gli intervalli sono divaricati dall'alto verso il basso; questa è la forma che assumono in quelli che sono detti "dentelli veneziani", copiati da quelli bizantini di Santa Sofia a Costantinopoli, ove comunque essi non fanno più parte di una modanatura: il loro uso a Santa Sophia era quello di decorare la modanatura sporgente comprendente i marmi porosi, e i dentelli furono tagliati alternativamente da entrambe le parti della modanatura. I dentelli veneziani furono anche introdotti come targhetta intorno agli archi e come cornice marcapiano.

## Immagini

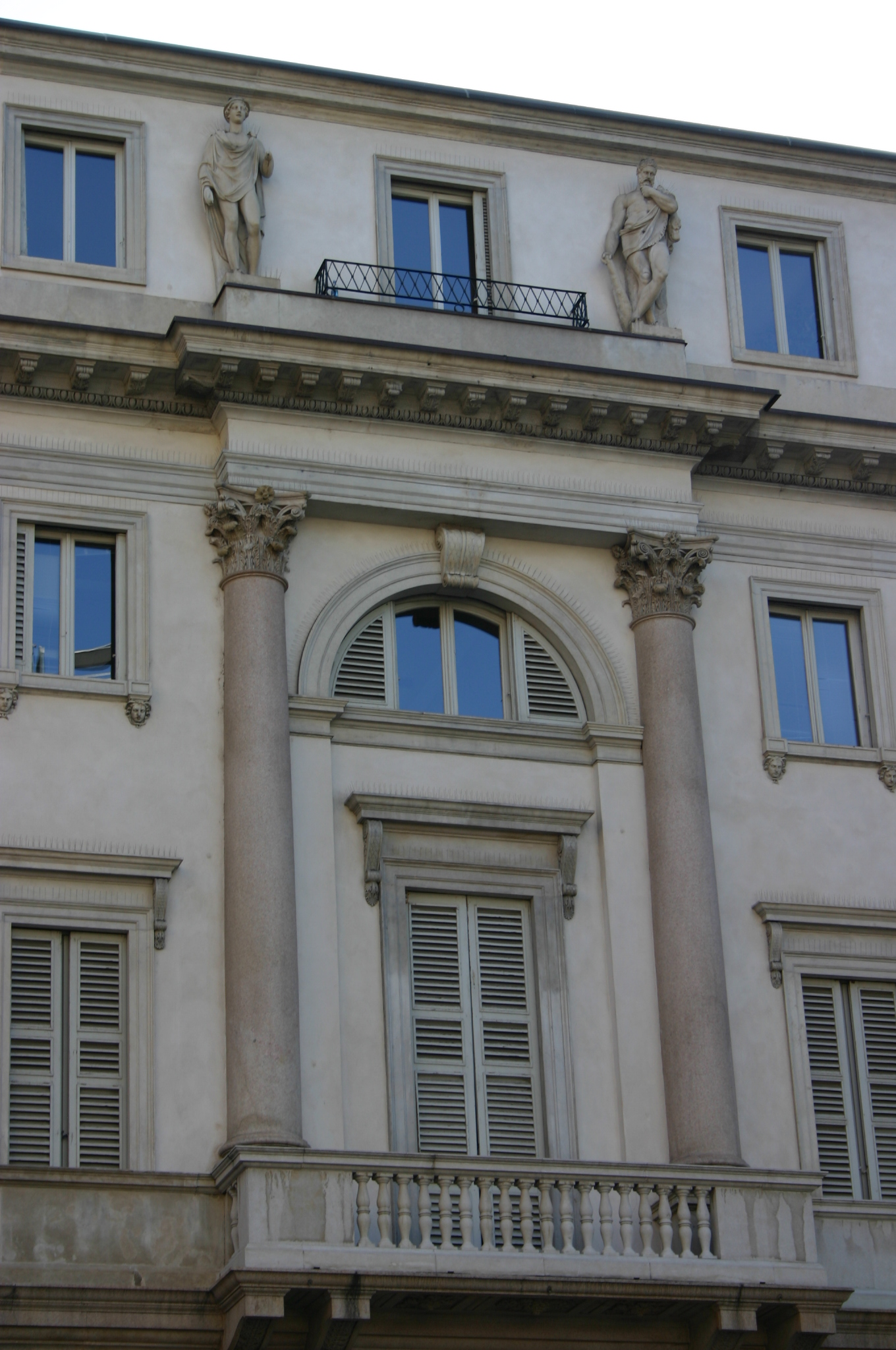
Detelli sulla facciata del Palazzo Tarsis a Milano
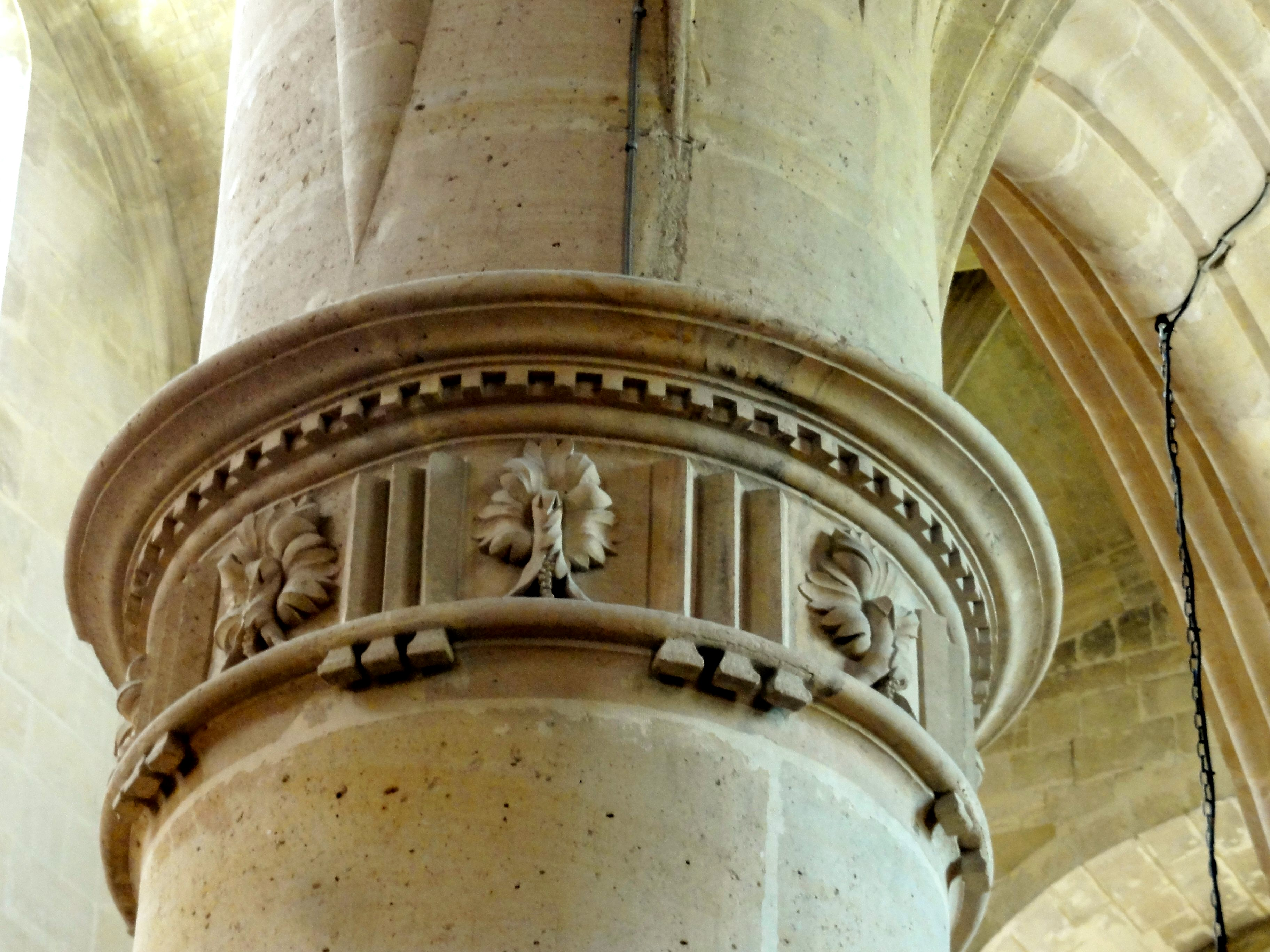
Dentelli sulle colonne
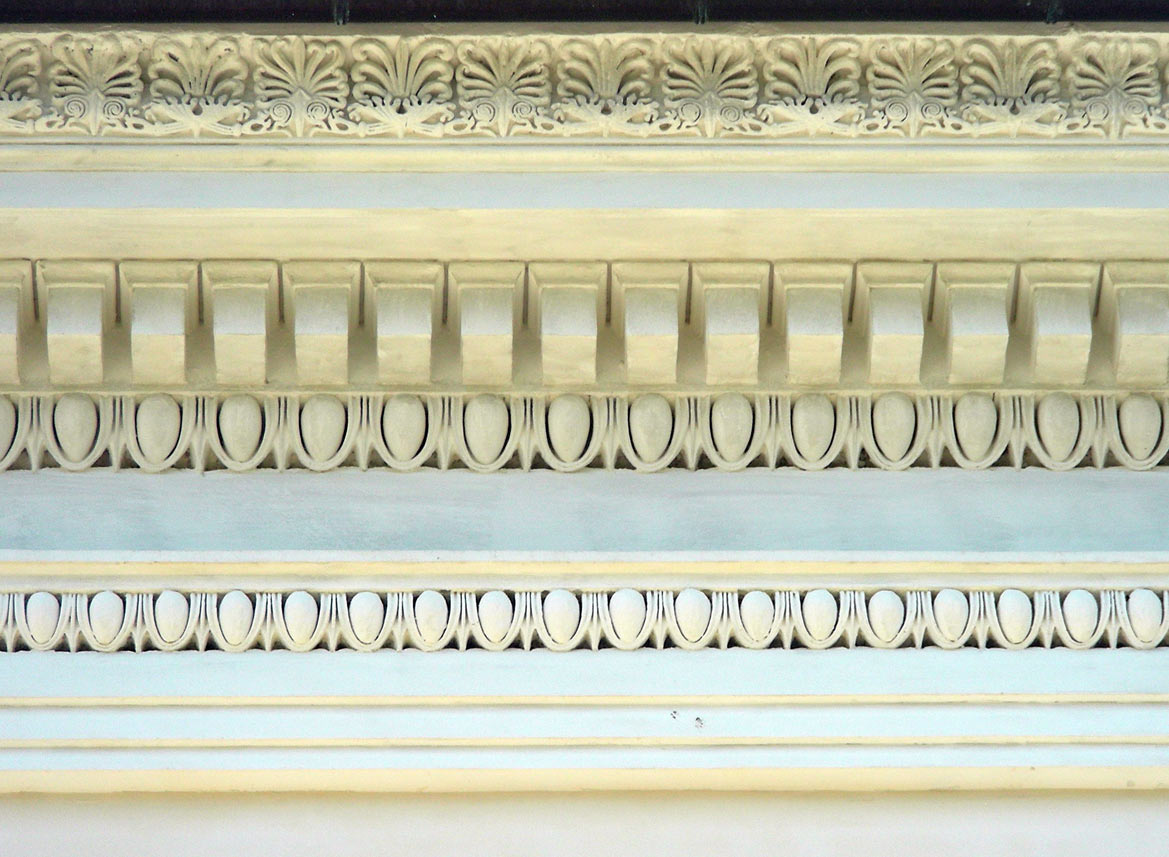
Dentelli sul basamento nel "Casino nobile" di, Villa Torlonia, Roma
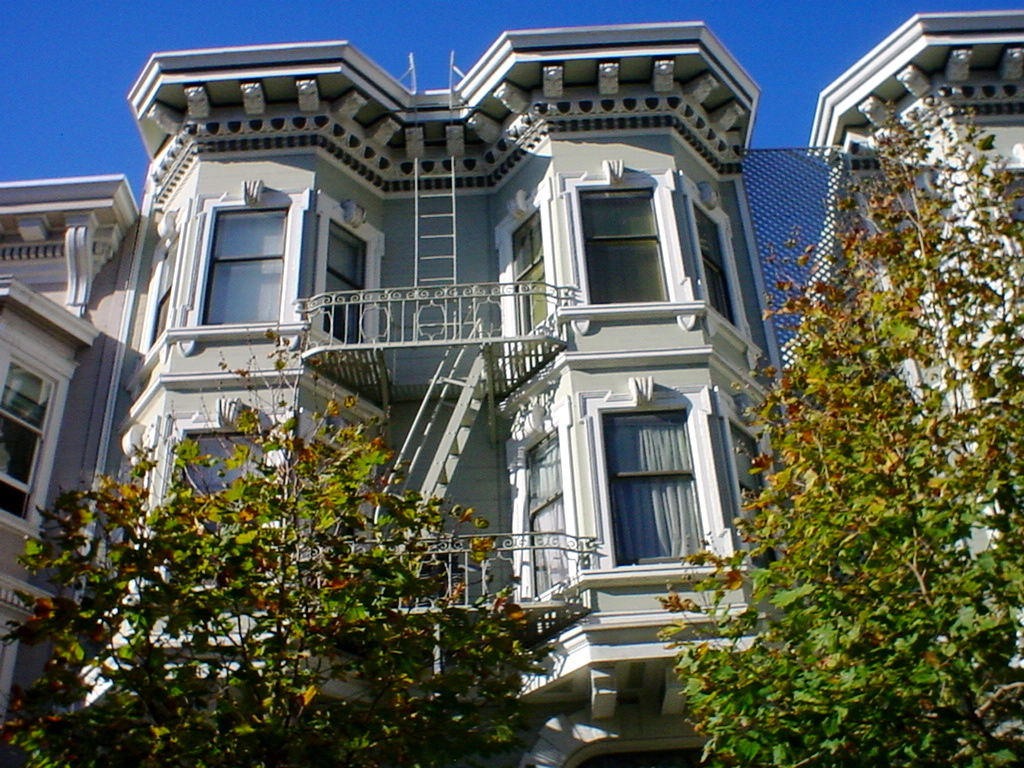
Dentelli che corrono sotto i modiglioni su una casa Victorian Italianate a San Francisco
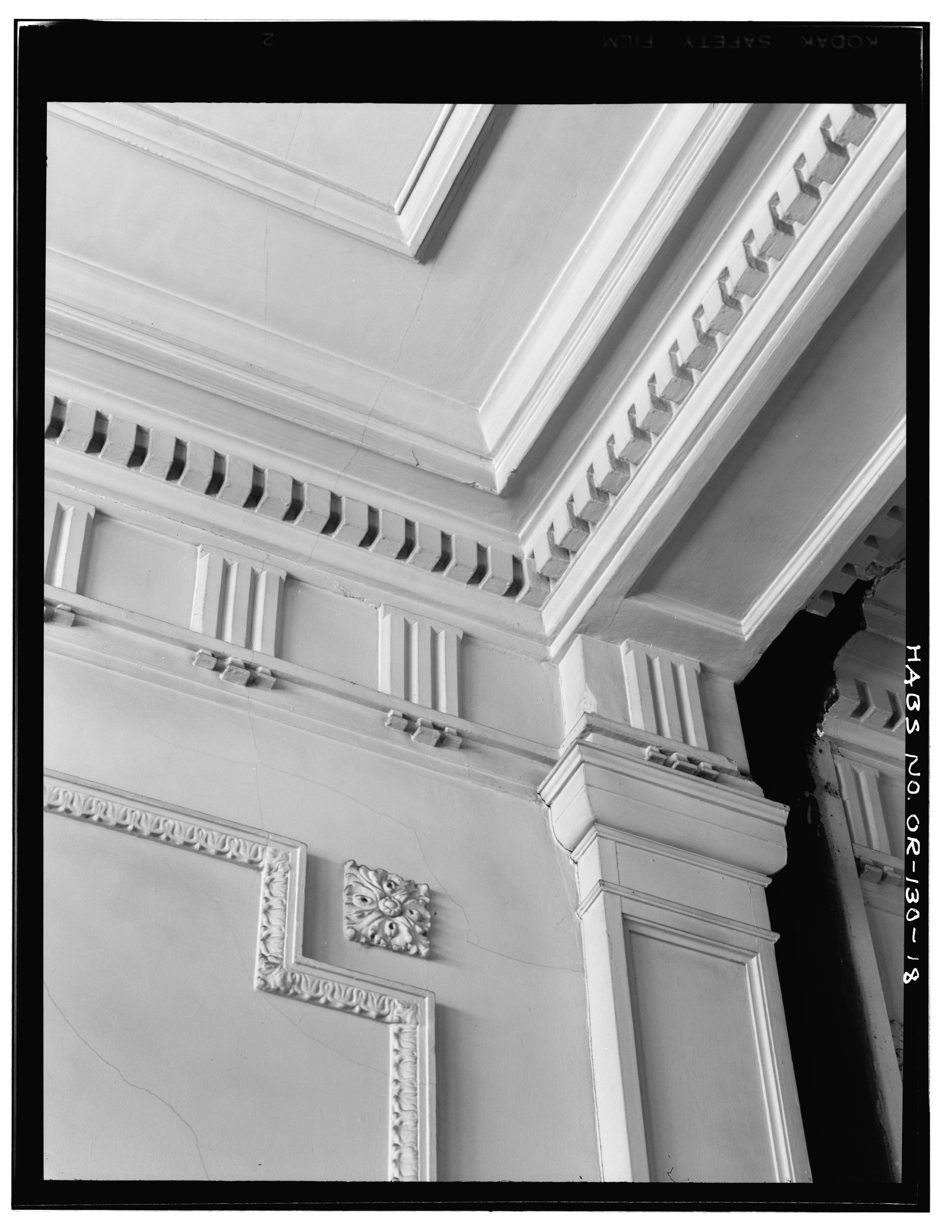
Dentellatura interna